# 1840年威廉·亨利·哈里森竞选美国总统
1840年，美国陆军将领、前俄亥俄州联邦参议员威廉·亨利·哈里森在总统大选中战胜在任总统、民主党人马丁·范布伦成为第九任美国总统。哈里森的竞选活动开辟美国政治新天地，他还是史上首位当上总统的輝格黨人，但上任一个月后就因病去世，竞选搭档约翰·泰勒继任后抛弃辉格党章程，后被开除出党。
哈里森1773年生于富裕家庭，他尚未成年便投身军旅生涯，随后再利用父亲本杰明·哈里森五世的人脉在边境出任公职。担任印第安纳领地总督十年后，哈里森回归部队，并在蒂珀卡努战役和1812年战争等众多战事中以抗击美洲原住民和英国人扬名，并以1813年的泰晤士河战役击败印第安人和英国联军。战争结束后他当上俄亥俄州国会议员，此后二十余年间出任各种公职。1836年，哈里森与其他辉格党候选人一起争夺总统宝座，最终虽不敌范布伦位居第二，但他没有气馁，四年后卷土重来一雪前耻。
1839年12月举办的辉格党全国大会共有三人竞争总统候选人提名，哈里斯在第五轮投票战胜亨利·克莱和温菲尔德·斯科特。此时人们还只有相对原始的通讯手段，哈里森人在老家，对会场情况一无所知，也不知道泰勒会成为竞选搭档。辉格党大会结束后，巴尔的摩的亲民主党报纸宣称，如果呆在自家小木屋就有苹果酒喝，还有退休金拿，哈里森就会放弃竞选。辉格党人顺势而为，将小木屋和苹果酒描绘成辉格党的标志，在党派集会上提供苹果酒，而且随处可见小木屋的标志图案，以此为本为贵族的候选人平添草根气息。哈里森的竞选集会规模空前，他还打破美国历史上总统候选人通常不亲自竞选的传统，在部分集会演讲。
在这样公众娱乐活动匮乏的年代，狂欢节般竞选活动对选民的号召力可想而知，辉格党候选人最终无论普选票还是选举人票都轻取对手。哈里森于1841年3月宣誓就职，但一个月后便病逝，是史上首位未完成任期的美国总统。历史学家对哈里森的竞选成功看法不一，有些认为其中过于强调情感而非理智，不值得提倡；也有些指出活动中首创的许多竞选手段对后世总统大选影响举足轻重。此外还有观点认为，辉格党的非正式竞选口号“蒂珀卡努与泰勒都来了”是美国历史上最富盛名的总统竞选口号。

## 背景

### 威廉·亨利·哈里森和蒂珀卡努

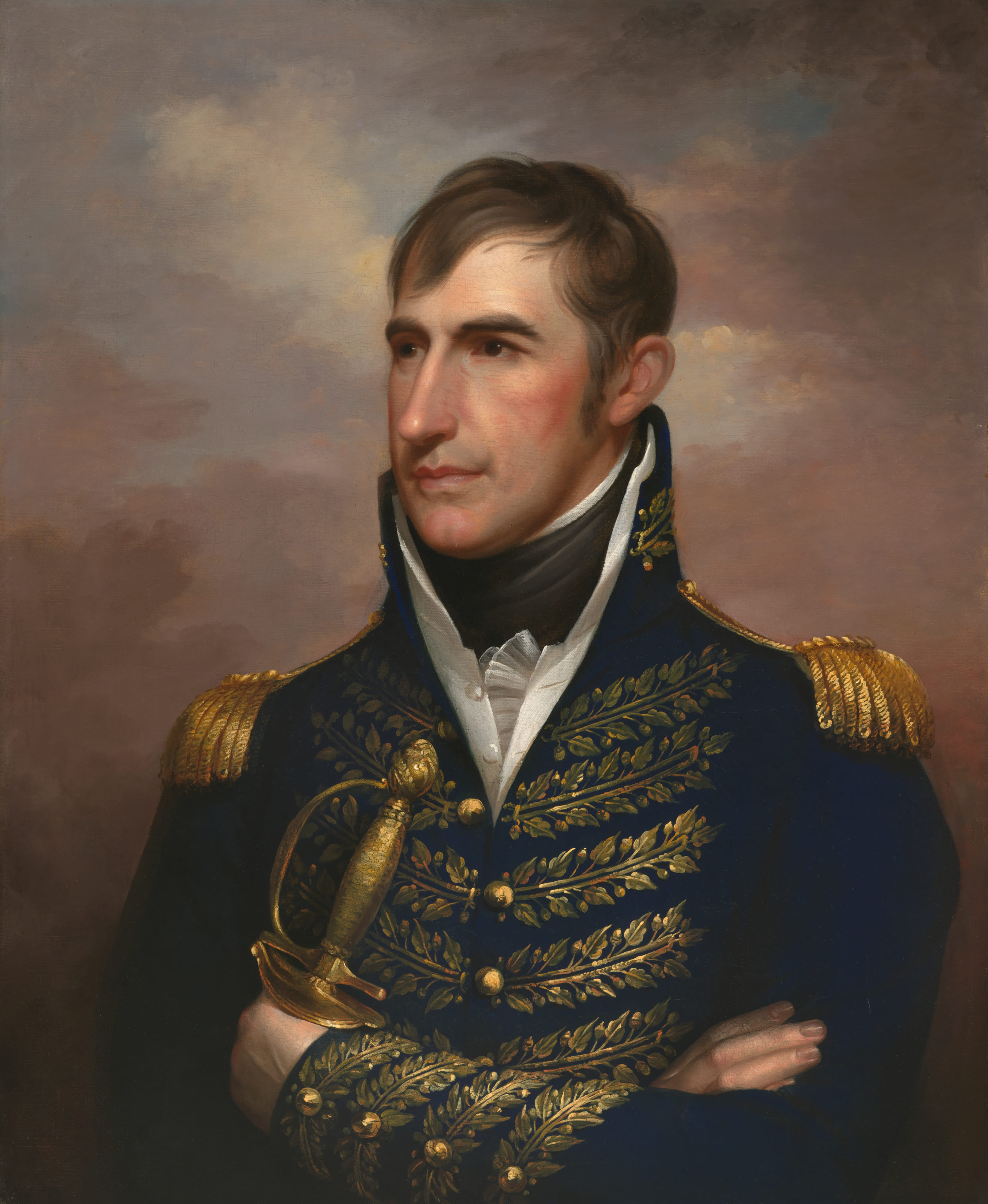
伦勃朗·皮尔创作的哈里森画像

威廉·亨利·哈里森1773年2月9日在弗吉尼亚殖民地查尔斯城县的柏克來種植園出生，父亲本杰明·哈里森五世家庭富裕、人脉广阔，是《美国独立宣言》签署人，还曾出任弗吉尼亚州州长。威廉年幼时，乔治·华盛顿、托马斯·杰斐逊和帕特里克·亨利都是家中座上客。1787年开始就读漢普登-悉尼學院期间，他对罗马历史产生浓厚兴趣并持续终生，后又到费城向本杰明·拉什医生学医，其间还曾进入宾夕法尼亚大学就读。
本杰明·哈里森五世于1791年去世，威廉退学并利用父亲的人脉进入陆军。美国此时的首都是费城，经华盛顿总统安排，哈里森前往今俄亥俄州西部加入安东尼·韦恩执掌的部队，与印第安人开战。他晋升上尉并统领华盛顿堡（Fort Washington），后因过不惯驻军生活于1798年回归平民社会。同年，约翰·亚当斯总统提名哈里森出任西北领地政务卿，领地议会第二年以微弱多数推举他担任领地驻国会议事代表。1800年，西北领地一分为二，亚当斯任命哈里担任新成立的印第安纳领地首任总督，此后他持续任职十余年。哈里斯上任前从岳父约翰·克莱夫·塞姆斯（John Cleves Symmes）手中买下俄亥俄州汉密尔顿县北本德（North Bend）俄亥俄河沿岸大片土地，当时这里还建有小木屋，但1840年时已经纳入新建的大宅。
担任总督期间，哈里森遵从各任总统指令尽量从印第安人手中换取土地，为白人购地定居打基础。他有时向部落酋长借钱，还不上时可以用地抵债，如果酋长不愿卖地，就另找愿意的“领导人”，这种做法导致原住民和白人移民关系紧张。1810年8月，颇具威望的美洲原住民领袖特库姆塞前往印第安纳领地首府万塞讷与哈里森面谈，警告白人不要妄想再拿走他们的土地。双方不欢而散，特库姆塞开始发动印第安人集结。印第安人多次偷袭后，联邦政府授权哈里森将特库姆塞盟友集结的普罗菲茨敦（Prophetstown）摧毁。1811年下半年，特库姆塞还在各部落辗转宣传，哈里森带领上千联邦将士和肯塔基州民兵北上。

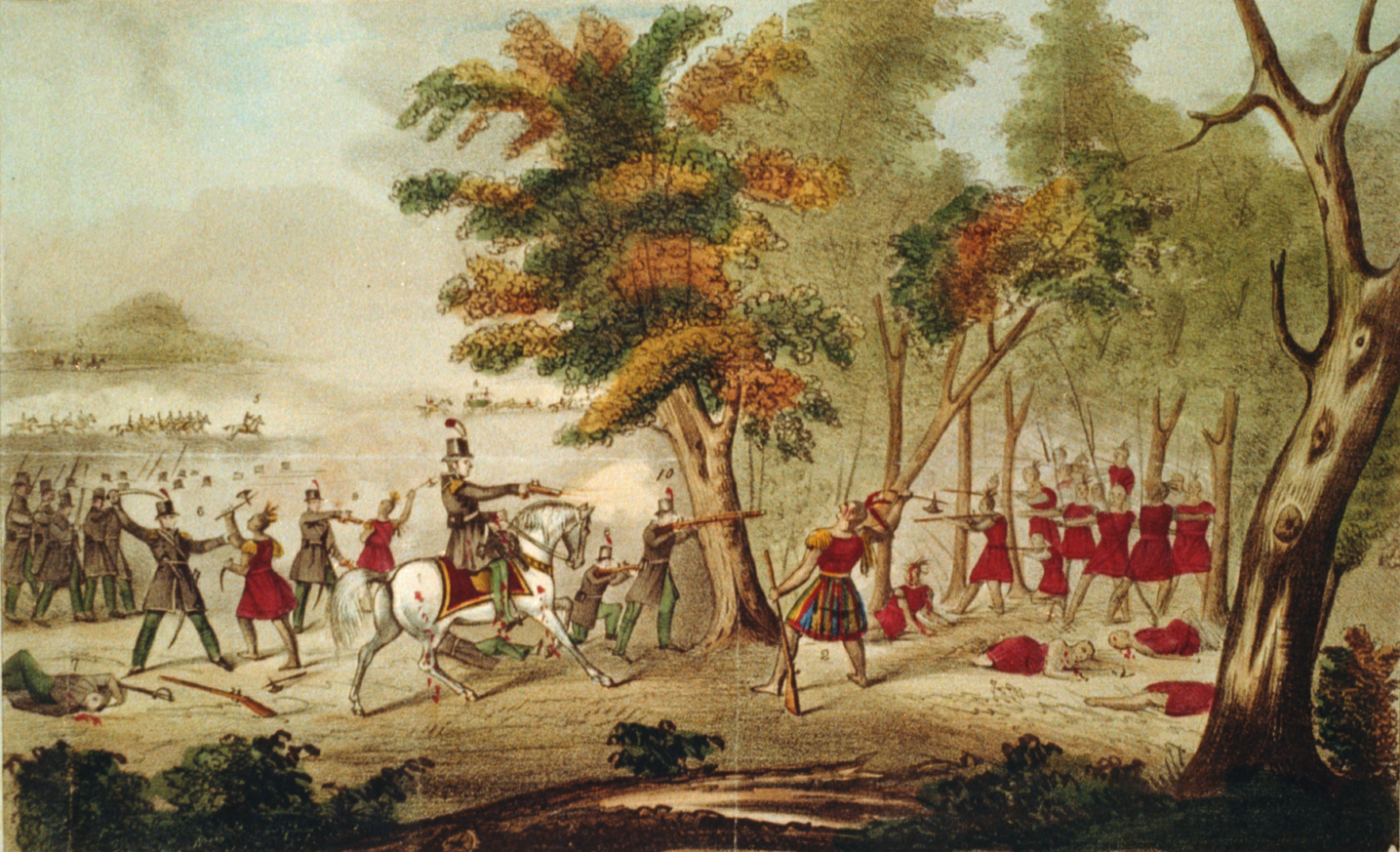
描绘泰晤士河战役的早期画作，显示特库姆塞被枪打中，骑在马上的是理查德·门特·约翰逊上校

1811年11月6日晚，哈里森带队在能俯瞰普罗菲茨敦的山脊扎营，印第安人在拂晓前突袭。是役人称蒂珀卡努战役，联邦军和民兵虽然措手不及，但还是在两小时后击退来敌，随后摧毁普罗菲茨敦。哈里森的部队伤亡惨重，但“蒂珀卡努英雄”之名依然迅速响彻大江南北。
1812年战争爆发后，印第安人与英国结盟。哈里森同年辞去总督职位，只保留军队官职继续留在西部，但因英国海军在伊利湖占有优势而无法取得显著进展。奧利弗·哈澤德·佩里准将在伊利湖戰役击败英军舰队后，哈里森很快进攻并打入上加拿大，在1813年10月5日的泰晤士河战役取得大捷。特库姆塞在战斗中被杀，美国从英军手中光复的底特律直到战争结束都稳稳当当，许多人盛赞哈里森是民族英雄。但是，战争部批评他驻军普罗菲茨敦附近时没有在营地周围修建栅栏，这样印第安人基本不可能奇袭美军。1840年时，哈里森仍是颇具争议的人物。

### 1836年大选
军旅生涯是哈里森战争结束重返政坛的重要资产。1816年他获选填补俄亥俄州国会议员空缺，随后又赢得两年完整任期。他还曾担任联邦参议员，但也有两次竞选联邦众议员和一次竞选俄亥俄州州长失利。1828年，约翰·昆西·亚当斯总统任命他出任大哥伦比亚公使，但次年就被安德鲁·杰克逊总统安排支持者继任。
哈里森1831年竞选联邦参议员失利，1832年因支持者不足放弃竞选联邦众议员。家中子女众多导致经济紧张，哈里森在19世纪30年代上半叶基本远离公众视野。1834年，杰克逊总统的反对浪潮已经逐渐汇聚，成为后来的辉格党。哈里森虽已淡出政坛几年，但身为战争英雄，他在南方和北方都有人脉，还曾被杰克逊解雇，这都让他成为新生党派颇为理想的总统候选人，哈里森对此乐见其成。他向报社写信表示愿意忠于党派立场，如限制行政权力、为公路、运河与铁路建设提供联邦补贴等，赢得众多辉格党人爱戴。
辉格党此时还忙着在各州建立党组织，1836年就赢得总统大选的希望渺茫。党派于是决定曲线救国，推举多名地区候选人。根据设想，地区候选人只需要在相应地区拥有足够人气即可，哪怕不能赢得足够选举，也能推动党派竞选州内公职的赢面；同时还希望多名候选人能令杰克逊所选继任者、副总统马丁·范布伦得不到过半数选举人票，这样总统大选结果就平添变数，有辉格党取胜的希望。哈里森在国会任职的经历已经逐渐为世人淡忘，此时大部分人民都只记得他曾是战争英雄。各州辉格党组织举办代表大会或党团会议推举总统候选人，北方州的主要候选人除哈里森外还有马萨诸塞州联邦参议员丹尼尔·韦伯斯特，但绝大部分州的投票结果都是哈里森占优，故而韦伯斯特最后只在马萨诸塞州竞选。哈里森从俄亥俄州赶往弗吉尼亚州，台面上的说法是探亲，伴随长时间的各种宴请。美国此前的政治传统是总统等高级政府公职候选人应该摆出超然态度，不主动参与竞选，但哈里森接受的名义上都是迎宾宴，所以不致违反传统。普选结果，哈里森共拿下七个州和73张选举人票，但范布伦依然顺利赢得大选入主白宫。

## 提名大会
1836年大选落败后，哈里森继续为竞选总统积蓄实力，他的支持者也没有停止摇旗呐喊，早在1837年，俄亥俄州的政治大会就表态支持他再度出马。哈里森获命出任汉密尔顿县巡回法院书记员，虽然职位本身没有薪酬，但工作收费可观，一定程度上解决他的财政困境。然而，他在1838至1840年却反复遭遇白发人送黑发人的家庭悲剧，三个已经成年的孩子先后去世，夫人安娜又陷上重病。哈里森竭力在北本德维持亲朋好友及支持者的关系，经常写信并努力确保报纸上刊登的内容对他有利。

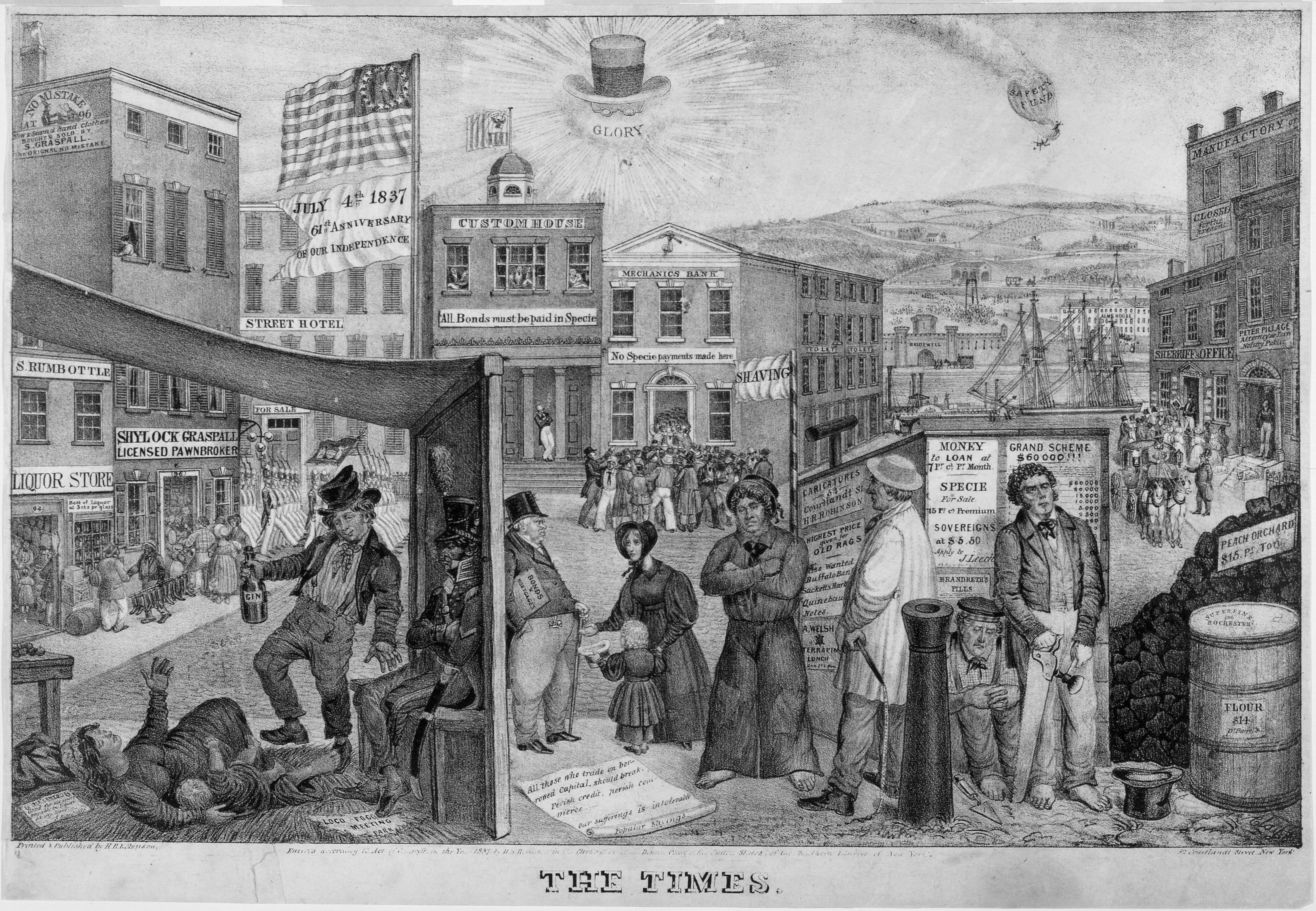
漫画：1837年大恐慌的后果（讽刺民主党）

1837年大恐慌及随后的经济萧条促使许多人把指责矛头对准范布伦和民主党，辉格党赢得1840年大选的希望大增。除哈里森和韦伯斯特外，肯塔基州联邦参议员亨利·克莱和温菲尔德·斯科特将军也站出来争取提名。部分辉格党人认为，经济萧条令大量民众投入党派怀抱，提名人选胜算极大，没有必要选择对党派事务参与不深的哈里森，完全可以团结在克莱或韦伯斯特这样的政坛元老身后走向胜利。截至1838年，克莱在所有人选中处于领先。身为奴隶主，他在南方拥有几乎一面倒的支持，但这也导致大量北方辉格党人的疏远。此时政党内部普遍认为总统候选人应在全国代表大会选出，辉格党国会党团于1837年下半年同意与各州辉格党合作组织大会。经过大量研讨，国会党团于1838年5月决定，1839年12月4日在宾夕法尼亚州哈里斯堡举办党代表大会，提名总统和副总统候选人。韦伯斯特一直没有取得足够支持，于1839年6月退出竞争。
1839年辉格党全国大会如期开幕，此时距大选还有近一年。几位主要候选人均未参加大会，电报此时尚未普及，他们要到大会结束后才能获知结果。各州票数与国会议员数挂钩，等于该州联邦众议员和参议员数目总和的两倍。南部有四个州未派代表参加大会，克莱的胜算大受影响。与会代表通过的规则也对克莱不利，像总统大选的选举人票一样采用赢家通吃制，各州票数全归该州多数代表支持的候选人所有，这样克莱在纽约这类北方州仅有的少量支持就完全不能转化成收益。纽约州的与会代表听命于该州辉格党领袖瑟洛·威德（Thurlow Weed），他认为身为奴隶主的克莱绝不可能当选。斯科特将军在前四轮获得的大部分支持票都来自纽约州，克莱虽然领先，但远未达到赢得提名所需的过半数。宾夕法尼亚州的撒迪厄斯·史蒂文斯是哈里森支持者的领军人物，他拿到斯科特表态认同废奴的亲笔信。史蒂文斯故意在支持克莱的弗吉尼亚州代表身边经过时掉落信件，弗吉尼亚州代表阅信后宣布哈里森是他们的第二人选，许多代表手忙脚乱地转投哈里森阵营，于是他在第五轮投票赢得总统候选人提名。
为吸引南方选民，哈里森的支持者打算找南方人作为副总统候选人。考虑人选包括特拉华州的约翰·M·克莱顿、北卡罗来纳州的威利·曼格姆（Willie Mangum）和弗吉尼亚州的本杰明·利（Benjamin W. Leigh），都是克莱的门生，但他们有些一口回绝，还有一些哈里森的支持者认为根本不会参选。前弗吉尼亚州联邦参议员约翰·泰勒曾是民主党人，后因州权问题与杰克逊分道扬镳，1836年他还是辉格党的地区副总统候选人，在此次全国大会上支持克莱。哈里森此时远在北本德，支持者根本没法同他商议。威德的助手霍勒斯·格里利随后声称，泰勒在克莱失利后落泪，结果泰勒获得副总统提名。弗吉尼亚州代表没有投票，其他人一致把票投给泰勒。哈里森1841年在任上去世后，纽约市市长菲利普·洪恩（Philip Hone）在日记中表示，无从得知与会代表为什么会以如此统一的步调支持泰勒。迈克尔·霍尔特（Michael F. Holt）在辉格党编年史著作中指出：“后来的事实证明，选择泰勒终酿灾难”。
与会代表在大会剩余时间努力调和克莱支持者的情绪，许多人上台演说向他致敬。现场阅读克莱事先写好的信件，表示支持大会提名的任何人选，台下欢呼雀跃。然而，信中虽然尽显坦荡胸怀，但12月8日（大会结束次日）听闻消息后克莱却没有这般拿得起放得下，希望落空的他言道：“我这些所谓的朋友，杀掉他们都嫌浪费弹药”。

### 投票结果
各州唱名表决结果刊登在1839年12月13日的《农民内阁报》（Farmer's Cabinet）：
| 总统候选人       | 一  | 二  | 三 | 四 | 五  | 副总统候选人 | 一  |
| ---------------- | --- | --- | -- | -- | --- | ------------ | --- |
| 威廉·亨利·哈里森 | 94  | 94  | 91 | 91 | 148 | 约翰·泰勒    | 231 |
| 亨利·克莱        | 103 | 103 | 95 | 95 | 90  | 弃权         | 23  |
| 温菲尔德·斯科特  | 57  | 57  | 68 | 68 | 16  |              |     |

## 竞选

### 苹果酒和小木屋（1839年12月至1840年3月）
哈里森在1839年12月19日签字的信中表示接受提名，此时他已66岁（选举日67岁），刷新最年长美国总统候选人纪录。他承诺不会寻求连任，但对其他立场问题语焉不详，声称担任公职这么多年的纪录就足以说明问题，没必要再声明立场。大部分辉格党人不赞成强求候选人遵循具体立法计划，所以没有制订党纲。哈里斯堡的大会结束时，部分代表可能心中还有不满，但短短几周后党派就已实现全面团结。12月11日，辉格党人在华盛顿哥伦比亚特区为克莱举办证言晚宴，全国大会代表及其他辉格党政治家出席，抚慰许多人心中的不快。随后是一系列批准提名哈里森和泰勒的大型公开会议，证明辉格党人愿意抛下提名过程中的分歧。
民主党媒体对辉格党提名哈里森不以为然，抨击他不对当前主要议题发表看法之举，戏称他是“老妈子将军”。《纽约先驱报》（New York Herald）嘲笑年势已长的将军：“俄亥俄州的哈里森老太往年无疑曾是非常优秀的护士，但如果我们一定要选女人来当总统，至少别找老糊涂，选个年轻漂亮的吧”。巴尔的摩《共和报》（Republican，民主党报纸）驻首都记者约翰·德兹斯卡（John de Ziska）在只署姓氏首字母的文章中宣称，克莱的支持者一直找不到“让（哈里森）出局”的好办法，对此文章提出建议：“给他一桶苹果酒和每年两千美元退休金，我敢保证他这辈子都只会呆在小木屋里，一边烤着煤火，一边钻研仁义道德”。其他亲民主党报纸很快转载他的挖苦。
民主党人的嘲笑弄巧成拙。小木屋是此时许多人眼中美国的民族遗产，虽然1840年时已经非常罕见，但许多人都曾住过小木屋，或至少父母曾经住过。法国外交官亞歷西斯·托克維爾19世纪30年代访问美国后写出著作《论美国的民主》，称小木屋是美国开路先锋最早建立的居所。苹果酒则是人们眼中属于平民百姓的饮品。面对民主党人的讥讽，辉格党人打蛇随棍上，将小木屋和苹果酒变成党派引以为傲的标志物品。构想的源头已不可考，最常见的说法是1840年1月宾夕法尼亚州辉格党律师兼商人托马斯·埃尔德（Thomas Elder）提出把小木屋作为哈里森和泰勒的竞选标志。罗伯特·格雷·冈德森（Robert Gray Gunderson）曾创作1840年大选主题著作，书中详细描绘1月20日哈里斯堡提名批准大会上显示的小木屋标志，还称“就在这个月里，小木屋、浣熊和苹果酒成为辉格党复兴的象征”。约翰·加斯威（John Gasaway）事涉1840年竞选活动的通讯学博士论文指出，1839年12月20日就有报纸称哈里森是“小木屋和苹果酒候选人”，人们把他想象成简陋居所的保护者，但这恐怕要追溯到1812年战争时期才有可能。
1840年2月14日，密歇根州民主党联邦众议员、该州民兵将领艾萨克·克雷里（Isaac E. Crary）在议会辩论坎伯兰路（Cumberland Road）资金事宜时质疑哈里森当年对抗印第安人的贡献，指称他的英雄事迹都是假的。完成发言后，克雷里在民主党同僚的掌声中坐下。次日，以幽默著称的俄亥俄州议员托马斯·科温上台发言，声称克雷里连民兵游行都怕，直到游行结束才会摆出充满勇气的架势拔剑出鞘，装出愤怒表情把周围西瓜剁得稀烂，讽刺克雷里只敢在和平年代诋毁真英雄。消息在二至三月经各家报社转载，密歇根州议员沦为全国各地的笑柄，后来连竞选连任国会议员的提名都没有，是1840年哈里森竞选活动的早期牺牲品。
2月22日俄亥俄州辉格党人在哥伦布开会时，竞选主题已经充分宣传，群众热情高涨。数以万计的党代表和观众挤满大街小巷，游行队伍上达上千米，车轮上带有小木屋图案，建筑工人在屋顶上喝苹果酒，哈里森不在场，但巨型木制独木舟上少不了老蒂珀卡努的画像。许多人打扮成开拓先锋前来哥伦布，身穿鹿皮衣头戴鹿皮帽。每个角落都有桶装苹果酒。竞选宣传效果显著，哈里森和泰勒的提名获党派批准，科温议员提名俄亥俄州州长。哥伦布共有三万人出席，“美国从未有过如此规模的政治集会。”
19世纪20至30年代，美国选民人数显著上升，1840年已有许多白人男子获得投票权，其中包括穷人，辉格党还努力吸引新选民入党。部分人士担心哈里森竞选活动的势头难以保持，但事实证明他的支持者很会想办法。前往哥伦布的克利夫兰市民制出直径三米的巨大纸球，上有亲哈里森和反范布伦的口号。他们把球一路滚动，带到路途上的每一站，就像新创造的辞汇一样传遍各地。俄亥俄州曾斯維爾的哈里森支持者亚历山大·科夫曼·罗斯（Alexander Coffman Ross）深受启发，为古老的吟游诗人歌曲《小猪》（Little Pigs）配上新歌词，面世后马上红遍大江南北。据罗伯特·谢弗（Robert Shafer）记载，罗斯所创新歌是美国总统竞选史上最著名的口号。
是什么在我们国家

引起这巨大的骚动，带来强烈的动感

是滚滚而过的球

告诉我们蒂珀卡努和泰勒都来了

蒂珀卡努和泰勒都来了……

### 竞选继续（1840年4至8月）

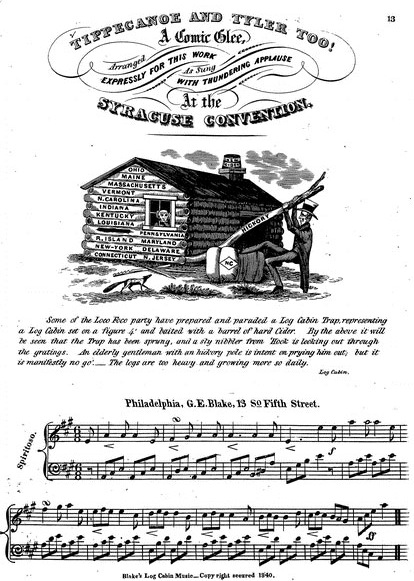
《蒂珀卡努和泰勒都来了》部分曲谱

竞选活动整体由首都的辉格党议员管理，其中克莱就结合大家的人脉制订邮寄名单。各县都有党组织开展地方竞选活动，努力提升投票率。各州新鲜出炉的政党领袖也投入大量精力，如纽约州的威德就负责大部分筹款活动。格里利此时是哈里森竞选杂志《小木屋》（The Log Cabin）的主编，虽然杂志广为流传，但他担心竞选活动一直在消耗金钱，会导致富裕阶层望而却步。事实证明这只是杞人忧天，土地投机商为竞选提供大笔资金，他们回头又能从辉格党支持的交通设施境内改进获利。地方竞选活动的资金应当就地筹集，获取途径包括宾夕法尼亚州运河承包商向撒迪厄斯·史蒂文斯提供的回扣。伊利運河的工人还需向威德支付通行费，用于资助辉格党运作。党派领袖认为必须全力以赴才能战胜范布伦，所以还发动没有投票权的女人去影响男人，这也是美国政治史上首次有政党让女人大范围参与选举活动。

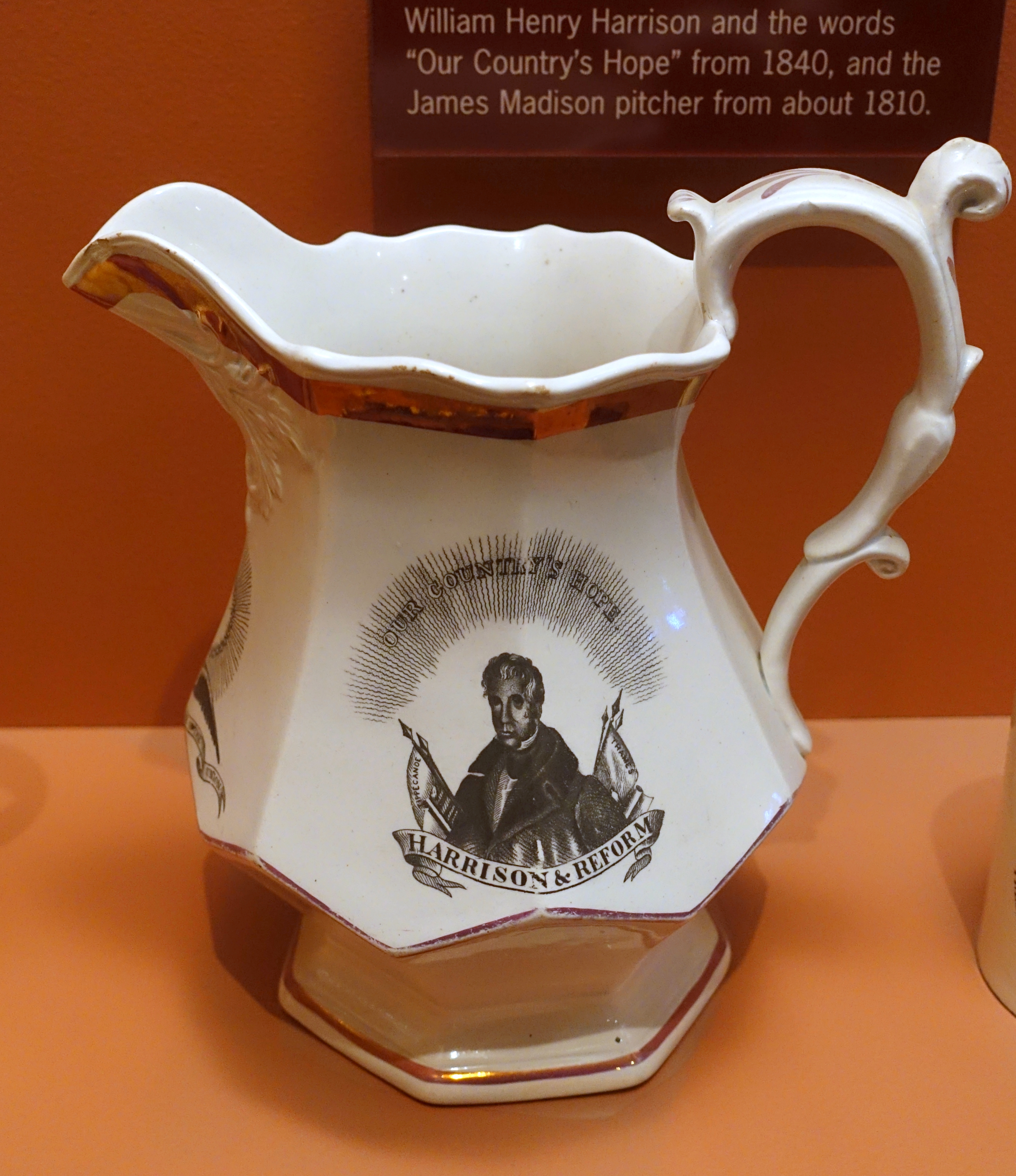
1840年竞选活动期间带有哈里森形象的水瓶

1840年4月，辉格党人在联邦众议院抨击范布伦总统。史蒂文斯的政治和法律门生、宾夕法尼亚州议员查尔斯·奥格尔（Charles Ogle）以白宫翻修引发的辩论为突破口，持续三天指责范布伦的白宫生活穷奢极侈，耗费大笔公共资金：“如果他已经虚荣到要花钱购买红宝石项链、钻戒、胸口搭配布鲁塞尔蕾丝，双手要戴高档手套，口袋里还装有法国高级绣花手帕；如果他要花费大笔美元来为厕所配备御用化妆品、科隆香水，以及某种高级奶油精华露；如果范布伦先生觉得花钱购买这些东西，还为厕所增加香水和化妆品都很有必要的话，那就实在没有理由再向这个国家的农民、工人和技工收取费用，来为他的包边抹布、肉馅灌针、酒架甚至国外订做的酒柜买单”。民主党人声称奥格尔的发言全部都是谎言，辉格党人则冠以《金匙演讲》（Gold Spoon Oration）之名并大量印刷。范布伦的出身远较哈里森平凡，但在辉格党的渲染下，他仿佛正受人民公仆挑战的贵族花花公子。
1840年5月4日，民主党全国大会在巴尔的摩音乐厅召开。此时大群“辉格党青年”聚集巴尔的摩，克莱和韦伯斯特在此演说，民主党大会显得平淡无奇。范布伦获提名竞选连任，但大会没有选出副总统候选人。在职副总统理查德·门特·约翰逊来自肯塔基州，他与非裔混血女子结合，还力图让两人孩子得到社会认同的做法当时颇具争议，前总统杰克逊此时影响仍然很大，坚持要求党派放弃约翰逊另行推举副总统人选。约翰逊是1812年战争期间哈里森的部下，昔日与印第安人战斗的形象在西部州深入人心，据称特库姆塞就死在他手上，范布伦感到左右为难。全国代表大会未定人选，各州民主党就必须解决问题，反对约翰逊的派系很快放弃立场，他由此成为民主党事实上的副总统候选人。
哈里森竞选活动吸引的人群规模前所未有，杰克逊当年的竞选虽然也很热闹，但人数明显不及。这些活动不但能宣传辉格党候选人，对参与者而言也是有趣的娱乐活动，所以吸引的群众更多。正如纽约州州长、辉格党人威廉·H·苏厄德所说的那样：“已有的人群最能吸引群众聚集”。民主党人对大批辉格党支持者涌现深感震惊，宾夕法尼亚州联邦参议员詹姆斯·布坎南称，许多人甚至“放弃日常工作投身竞选活动”。随着小木屋主题深入人心，辉格党人不再用“老七叶树”（Old Buckeye）这类昵称代指哈里森。此前辉格党一直与上流阶层联系更紧密，但为营造旧时王谢堂前燕，飞入寻常百姓家的效果，他们煞费苦心。韦伯斯特在演讲中对不是在小木屋出生深感遗憾，但他自称每年都会带孩子去小木屋“朝圣”，把小木屋的价值观灌输给他们。
经营范布伦连任竞选活动的前邮政部长阿莫斯·肯德尔指示民主党人无须为政府辩护，集中精力攻击对手。截至1840年5月末，哈里森这一年都还没有公开露过面。虽然这符合总统候选人不参与竞选的传统，但民主党媒体仍不放过嘲笑的机会。文章称辉格党总统候选人被关在有苹果酒的铁笼里，盼着废奴主义者早日救他出去。与这个时代的大部分公职候选人一样，哈里森也通过回复公民来信传达观点，心知肚明部分信件内容会在报上刊登。不过，他后来觉得有必要公开讲话，为此接受邀请出席6月13日的1813年梅格斯堡包围战纪念活动并致辞，当年他曾在此率军对抗英国人和印第安人。离开哥伦布的酒店赶往伍德縣佩里斯堡（Perrysburg）前，他向少量支持者讲话，声称那些抨击他经历的说法都是人身攻击，据谢弗所述，这便是“史上首次总统竞选演讲”。哈里森在梅格斯堡呼吁群众“确保政府不会获得太多权力，时刻看住统治者，这样才能保护自由”。他还计划发表更多演说，但因儿子本杰明（Benjamin）死于肺结核而赶回家照顾夫人安娜·哈里森（Anna Harrison），此后直到7月28日才再度走上演讲台。
奴隶制一直是政坛敏感话题，民主党以哈里森曾于半个世纪前加入反奴隶制团体里士满人道协会（Richmond Humane Society），而且担任国会议员期间对奴隶制议题立场不一为由，指控他是废奴主义者。8月20日，哈里森在利金县埃特纳（Etna）演讲时称，奴隶制纯属各州内部事务。这样的回答实际上忽视西部各领地及首都特区的奴隶制问题，这些地方都属于联邦政府辖区。哈里森承诺，他的大门永远都向昔日战友敞开，但来者远不止他的老部下，哈里森几乎一直都在招待客人。周日安娜禁止家中谈论政治，但家中宾客数量有增无减。1840年美国经济持续低迷，辉格党对此始终不忘利用，宣称范布伦根本无能为力，只有哈里森就职才能扭转乾坤。

### 最后冲刺（1840年9至11月）
哈里森的身体健康在竞选期间属小问题，辉格党人称他老当益壮，民主党则沿袭“老妈子将军”的方向称他“人老色衰”。竞选团队发布哈里森医生的信件，证实他身体状况良好，这样的证明手段在美国总统大选中同样史无前例。哈里森六至十月共在俄亥俄州演讲24场，最长的达三小时，从侧面证明他身体的确没问题。相比之下，范布伦根本没有公开演说。哈里森未参与各种竞选活动，约翰逊副总统决定与选民打成一片，建议范布伦效仿。民主党人试图把约翰逊塑造成泰晤士河战役的真正英雄，但副总统不愿配合党派指责昔日上司在战斗中的操守。不过，约翰逊充满热情的讲话很可能在克利夫兰引发骚乱，约翰·泰勒虽在竞选后期效仿，但他的反应速度实在跟不上节奏，只能向提问者回答：“不管哈里森将军和克莱先生赞成什么，我都赞成。”

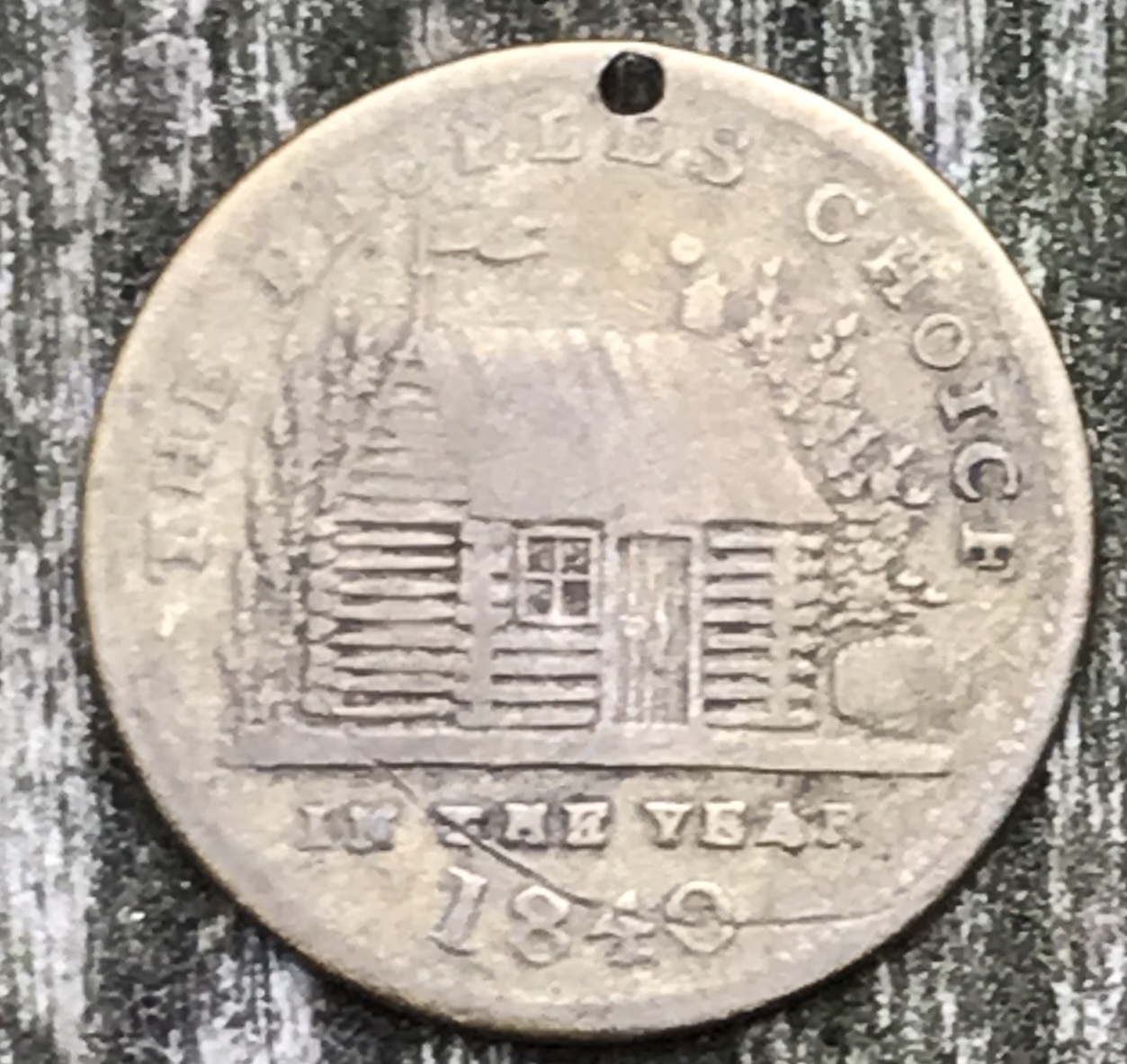
1840年的哈里森竞选代币

克莱和韦伯斯特带领约五千名辉格党演说家在全国各地纵横穿插，为哈里森摇旗呐喊。克莱本来对到处开展树桩演讲兴致缺缺，但为争取四年后的党派提名（哈里森已经承诺不竞选连任）还是投入极大热情，四处演讲、八方拜票，特别是在南方，只不过演说中很少提及哈里森。伊利诺伊州议员、该州总统选举人候选人亚伯拉罕·林肯的演说也很亮眼，他身穿牛仔裤在斯普林菲尔德向1.5万人讲话。南卡罗来纳州上层人士、前联邦众议员休·斯文顿·勒加雷（Hugh S. Legaré）到处讲话，途中身穿鹿皮帽，与“小木屋男孩”（Log Cabin Boys）为伴并大喝苹果酒。约翰·贝尔（John Bear）来自匹克威县南布鲁姆菲尔德（South Bloomfield），人称“七叶树铁匠”（Buckeye Blacksmith），也是辉格党颇具实力的演说家。此前他只在故乡演讲，但在二月哥伦布的集会上一鸣惊人后，辉格党人送他上路，希望他继续在各地发挥吸引商人和农民的专长，这些人占据选民中的大头。贝尔还与精英阶层打成一片，在北本德与哈里森碰面，还曾参加哥伦比亚特区约翰·昆西·亚当斯前总统家中的聚会。他共计演说331场之多，超过其他任何辉格党代言人，他的演讲还令马萨诸塞州工匠亨利·威尔逊深受启发并走上从政之路，后成为尤利西斯·辛普森·格兰特总统的副总统。
看到辉格党人修建小木屋，喝掉大量苹果酒，举办超大规模会议并资助报纸出版，民主党人质疑这么多活动所需资金从何而来。1840年时还没有竞选活动财务披露法，民主党人声称，“从丹尼尔·韦伯斯特到四处旅行的贝尔”，辉格党的演讲好手都能拿到报酬。韦伯斯特已在1839年前往英国，亲民主党报纸指控他和英国人勾结，利用他从英国人那得来的五百万美元颠覆美国自由。哥伦布报社主编山姆·梅达里（Sam Medary）致信范布伦称，“如果不是因为‘金钱’的秘密影响，（美国）根本就不会有这些明争暗斗。”
辉格党在九月州级选举中表现出色，在一向是民主党地盘的缅因州夺得州长宝座。10月14日，杰克逊企图对大选施加影响，他的公开信宣称：“我非常确信，如果哈里森将军当上总统，我们光荣的联盟和共和制度将走向毁灭”。杰克逊还在故乡田纳西州代表范布伦多次演讲。最初以“小木屋”嘲笑哈里森的巴尔的摩《共和报》声称，马里兰州的奴隶相信哈里森一旦获胜，他们就能立即解放。

## 1840年大选：辉格党全面胜利

1840年大选结果，橙色代表哈里森获胜，蓝色说明范布伦占优，数字代表该州选举人票数

1840年没有全国范围的选举日，许多州投票选举总统前已经选举地方公职和联邦众议员。南卡罗来纳州没有为总统大选举办普选，选举人由州议会推举。这年三到十月，各州及联邦选举大多都是辉格党人获胜，基本只有新罕本什尔州这样的民主党据点例外。科温顺利当选俄亥俄州州长。10月29日，宾夕法尼亚州和俄亥俄州率先开始总统选举投票，其他各州陆续加入，直至11月23日在罗德岛州收尾。11月2日（星期一）的投票人数最多，包括纽约在内的12个州启动选举。各州投票如火如荼的同时，人们面对党派倾向显著而不可信的报纸也需擦亮双眼辨明形势。前11个州的汇报数据中有十个显示哈里森领先，但前总统杰克逊仍然在写给范布伦的信中表示：“一个字都别信，所有正式结果出炉前，我绝对不会相信什么你没当选的流言”。但辉格党人以1.3万票优势拿下纽约州时，结果已经没有悬念。
哈里森在全部26州中赢得19个，其中包括范布伦的故乡纽约州、约翰逊的老家肯塔基州，以及杰克逊的大本营田纳西州。范布伦在辉格党两位候选人出生的弗吉尼亚州取胜，还拿下伊利诺伊州，林肯也在选举人竞争中败北。哈里森共获234张选举人票，范布伦只有60张；普选票差距要小得多，哈里森127万5390票，范布伦112万8854票。支持范布伦的选举人中有12人选择的副总统不是约翰逊，其中南卡罗来纳州的11人选择弗吉尼亚州前州长利特尔顿·沃勒·塔兹韦尔（Littleton Waller Tazewell），还有来自弗吉尼亚州的一名选举人支持田纳西州州长詹姆斯·诺克斯·波尔克。选民投票率高达81%，此后仅在1860和1876年被超。辉格党人拿下国会两院多数及大部分州长席位。
哈里森在北方各州中只输掉伊利诺伊州和新罕布什尔州。故乡俄亥俄州和汉密尔顿县都没有让他失望。肯塔基州约翰逊昔日代表的国会选区曾在1836年以1600票优势支持范布伦，四年后青睐哈里森的反超251票。两大党所获选票总数都比四年前增多，这一定程度上是因为1840年投票的人数比1836年多五成一。民主党人宣称哈里森是靠贿赂和非法选民赢得普选；辉格党人反唇相讥，指责对手不愿接受人民的意愿。

## 余波
想在新政府谋求一官半职的人早在竞选结果出炉前就抵达北本德，哈里森即便吃饭时也不得不忍受他们的纠缠。纽约州知名辉格党联邦众议员、未来的美国总统米勒德·菲尔莫尔对此称：“他们如同饥饿的狼群般扑向哈里森将军，都说家是每个人的城堡，但他就不得不从自家城堡逃到肯塔基州避难。”肯塔基州不是哈里森的避风港，显然他不想和克莱见面，但正如盖尔·柯林斯（Gail Collins）在哈里森传记中记载的那样，克莱一路追赶，直到把无路可逃哈里森带回自家宅邸。克莱无意加入哈里森领导的行政部门，但期望在参议院掌控白宫运作。两人的面谈十分和谐并在各个事项达成一致，克莱深信他指定的人选会进入新总统内阁。
哈里森上任意味着辉格党首次获得任命联邦公职的机会。新总统的就职日期是1841年3月4日，但这年1月哈里森就应党派要求抵达首都准备。他非常公开地从俄亥俄州赶往哥伦比亚特区，一路很少休息，那些无意出任公职的辉格党人也想和他见面，哈里森入住酒店周边的庆祝活动往往彻夜不息。他在2月9日抵达首都，这天正好是他68岁生日。他与辉格党政要商讨后任命内阁，结果令部分人士大失所望，克莱的提名没有入选，满以为已经得到承诺可以出任邮政部长的撒迪厄斯·史蒂文斯同样希望落空。

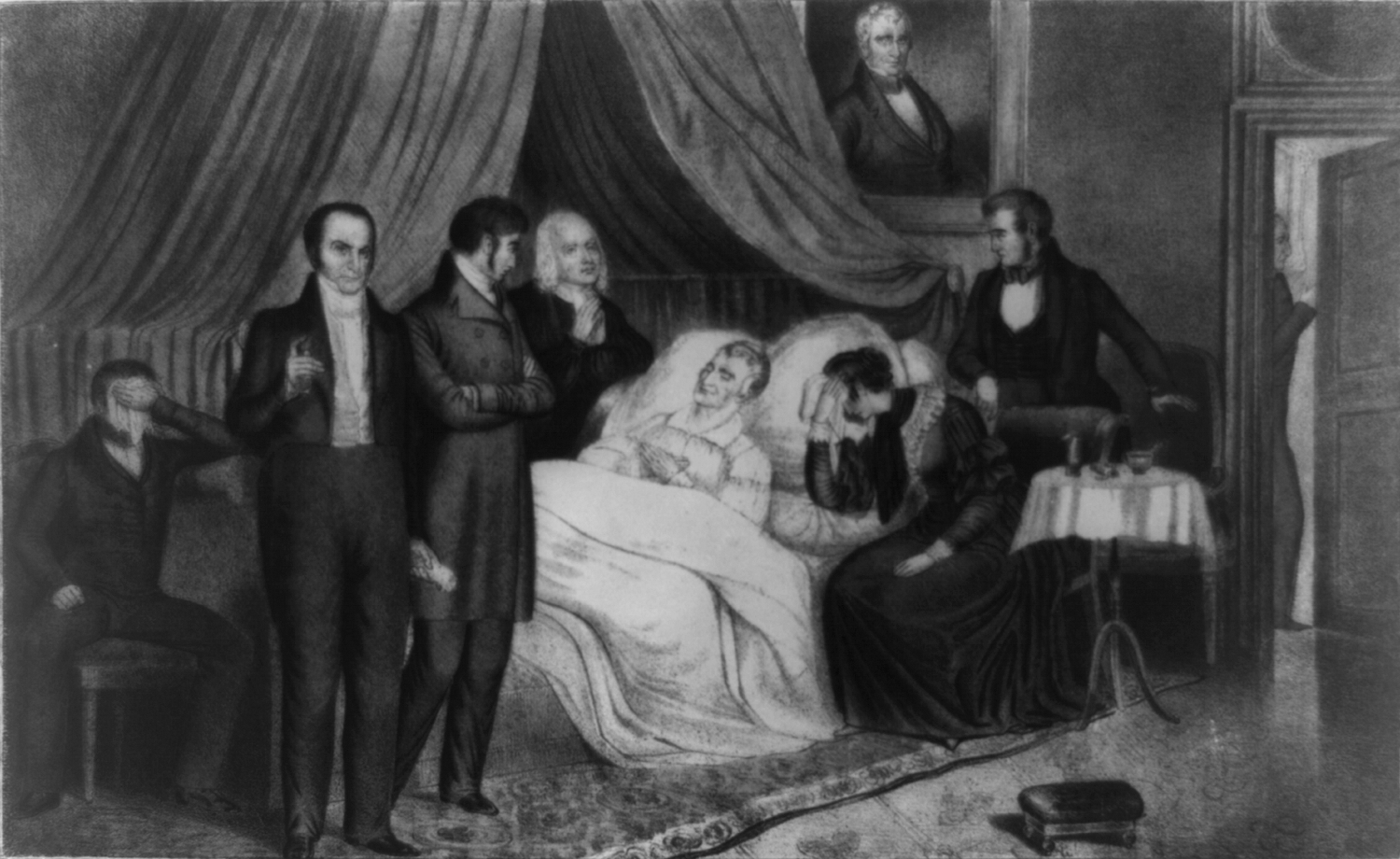
1841年4月4日哈里森之死

哈里森把就职演讲稿交给即将出任国务卿的丹尼尔·韦伯斯特编辑，就职典礼上他的演讲长达105分钟，至今仍是最冗长的美国总统就职演说。白宫此时还保持向公众开放的传统，一心求取官职的人在新总统上任后仍未放弃游说。哈里森和克莱的关系迅速恶化，以致新总统甚至禁止克莱再进入白宫。克莱愤而离开首都，此后再也没有与哈里森见面。新总统虽对求职者的骚扰不厌其烦，但每天早上还是喜欢步行前往市场。哈里森在3月24日淋雨后很快病倒，医生尝试的各种原始治疗手段都只对病情雪上加霜，最终导致他在4月4日清晨谢世。副总统泰勒在参议院休会后便返回弗吉尼亚州故居，国务卿韦伯斯特给儿子弗莱彻·韦伯斯特（Fletcher Webster）去信，请他把总统死讯转告泰勒。
泰勒不但是首位继任总统宝座的副总统，而且他上任时“只有”51岁，刷新最年轻的美国总统纪录。州权是泰勒坚持的重要政治原则，他反对建立国家银行，认为这会侵犯各州主权，辉格党认为这有助于发展国家经济并通过两道建立国家银行的法案，但都被泰勒否决。1841年9月，泰勒的大部分内阁成员辞职，辉格党的国会领导人将总统开除出党。

## 评定

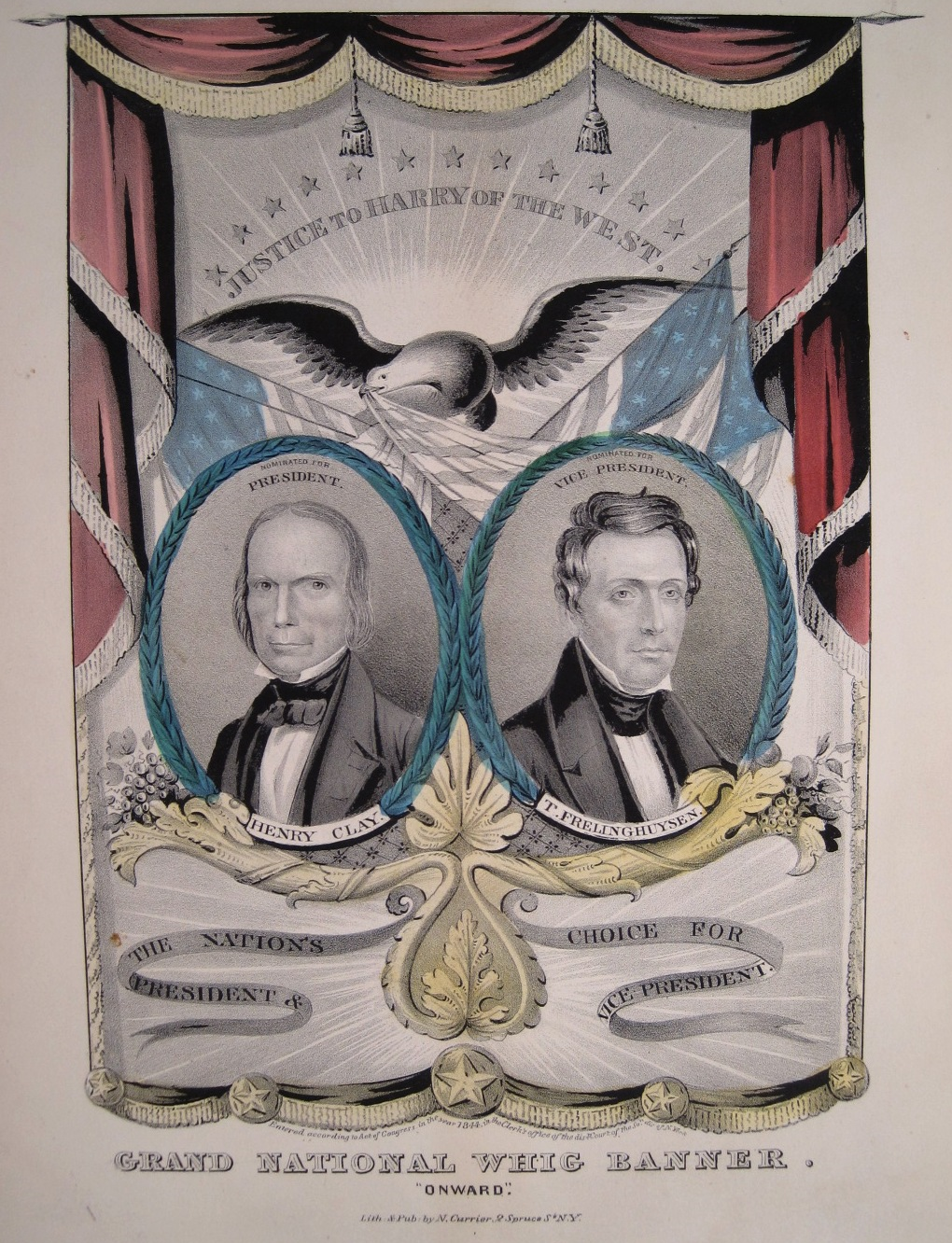
1844年辉格党的总统和副总统候选人分别是亨利·克莱和西奥多·弗雷林格森

哈里森1840年的竞选活动开创史上众多先例，不但是总统候选人首次发表竞选演说，还是首次有大量民众参与（包括大量当时还没有投票权的女人）草根主题竞选活动，谢弗称这是“总统竞选娱乐化的开始”。冈德森指出，这是“总统候选人第一次抛弃隐居幕后的传统，投身狂热喧嚣的竞技场”。柯林斯的著作声称，哈里森的演说象征“美国平头百姓和行政首脑之间的壁垒消失”。进入20世纪后，出马竞选总统的政治家依然经常自称生于小木屋或其他简陋民居。
科林斯认为，1840年竞选很可能是“各党派最后一次集中精力争取新选民加入，而不是稳固自家票仓，在摇摆不定的中间派争取更多支持”。霍尔特也觉得1840年前后是美国总统大选的分水岭：“1840年后，政党领袖已经能够预测大部分男子会把票投给谁，新的问题是：他们到底还打不打算投票”。为确保选民投票，政治家开始强调各方存在的冲突，争取在选民即便对候选人或选举议题漠不关心仍会参与投票，这样党派就能通过“打败”对手争取政治利益。支持哈里森的联盟成为辉格党根基，直到19世纪50年代因奴隶制立场分歧瓦解冰消。
谢弗认为，“小木屋”是史上首份总统候选人形象广告，成为后来政治竞选活动中经久不衰的策略。“经过蒂珀卡努与泰勒的激烈磨合，总统大选从此不同”。《美国国家传记》（American National Biography）中哈里森篇章的作者康斯坦丁·古兹曼（K. R. Constantine Gutzman）也有类似看法：“1840年辉格党竞选把本杰明·哈里森（五世）之子描绘成住在小木屋的人民公仆，历史学家就像当年的民主党人一样嘲笑这是‘小木屋和苹果酒’竞选活动。竞选口号‘蒂珀卡努和泰勒都来了’令颇具争议的战斗摇身一变，成为美国公众记忆中鼓舞人心的胜利。正如亨利·克莱感叹的那样，这年的选举注定属于辉格党，随便提名谁应该都能打败范布伦。”
加斯威不认为辉格党的做法是在欺骗选民。虽然“1840年的‘寓言’宣称，辉格党战胜颓丧且深感莫名其妙的民主党人，靠的是让选民相信哈里森住在小木屋，而且是伟大的战争英雄”，再以说明哈里森不是住在小木屋，也不是战争英雄来证明这场胜利建立在谎言之上。但实际情况是，“辉格党人从未宣称哈里森住在小木屋，反而巨细无遗地描绘他住的房子。所谓的‘小木屋’更多只是象征意义。”加斯威还称，1840年竞选如今名声不佳最主要的原因是哈里森和辉格党都很快退出历史舞台，许多1840年投票支持哈里森和辉格党的人都觉得这次选举纯属浪费机遇：依靠此时美国历史上很可能最激动人心的竞选上台后，他却在短短30天后去世，无论对任何人而言，这其中的讽刺感委实不可抗拒。
谢弗认为，哈里森竞选活动的影响经久不衰：
1840年“蒂珀卡努与泰勒都来了”竞选活动开创的战术沿用至今。每隔四年，总统候选人就会搭起帐篷，成为三环马戏、钢丝狂欢和政治承诺的表演大师。说起1840年竞选最积极的影响，或许就是后来的总统候选人都不得不努力争取美国草根阶层。今天的候选人站在人民中间讲话，与哈里森不同的是，他们还会阐明各自立场。女人对总统竞选的参与越来越多，参加活动、投票，直到成为候选人……如果让今天的总统候选人在新时代的积极竞选……和猛烈攻击对手的传统竞选中选择，扪心自问，他们会如何决择？
一切都会继续，快冲！冲啊！

## 普选票和选举人票
| 总统候选人       | 政党     | 出身     | 普选票（1） | 普选票（1） | 选举人票 | 竞选伙伴             | 竞选伙伴     | 竞选伙伴 |
| 总统候选人       | 政党     | 出身     | 数目        | 比例        | 选举人票 | 副总统候选人         | 出身         | 选举人票 |
| ---------------- | -------- | -------- | ----------- | ----------- | -------- | -------------------- | ------------ | -------- |
| 威廉·亨利·哈里森 | 辉格党   | 俄亥俄州 | 1,275,390   | 52.88%      | 234      | 约翰·泰勒            | 弗吉尼亚州   | 234      |
| 马丁·范布伦      | 民主党   | 纽约州   | 1,128,854   | 46.81%      | 60       | 理查德·门特·约翰逊   | 肯塔基州     | 48       |
| 马丁·范布伦      | 民主党   | 纽约州   | 1,128,854   | 46.81%      | 60       | 利特尔顿·塔兹韦尔    | 弗吉尼亚州   | 11       |
| 马丁·范布伦      | 民主党   | 纽约州   | 1,128,854   | 46.81%      | 60       | 詹姆斯·诺克斯·波尔克 | 田纳西州     | 1        |
| 詹姆士·伯尼      | 自由党   | 纽约州   | 6,797       | 0.31%       | 0        | 托马斯·厄尔          | 宾夕法尼亚州 | 0        |
| 其他             | 其他     | 其他     | 767         | 0.00%       | —        | 其他                 | 其他         | —        |
| 总计             | 总计     | 总计     | 2,411,808   | 100%        | 294      |                      |              | 294      |
| 获胜需要         | 获胜需要 | 获胜需要 | 获胜需要    | 获胜需要    | 148      |                      |              | 148      |

- 普选票来源[97]，选举人票来源[98]。

（1）南卡罗来纳州的选举人票由州议会决定，所以该州普选票数不计入。
| \| 普选票 \| 普选票 \| 普选票 \| 普选票 \| 普选票 \| \| ------ \| ------ \| ------ \| ------ \| ------ \| \| \| \| \| \| \| \| 哈里森 \| 哈里森 \| \| 52.88% \| 52.88% \| \| 范布伦 \| 范布伦 \| \| 46.81% \| 46.81% \| \| 其他 \| 其他 \| \| 0.31% \| 0.31% \| |        |  |        |        |
| 普选票 |        |  |        |        |
| |        |  |        |        |
| 哈里森 | 哈里森 |  | 52.88% | 52.88% |
| 范布伦 | 范布伦 |  | 46.81% | 46.81% |
| 其他 | 其他   |  | 0.31%  | 0.31%  |

| \| 选举人票 \| 选举人票 \| 选举人票 \| 选举人票 \| 选举人票 \| \| -------- \| -------- \| -------- \| -------- \| -------- \| \| \| \| \| \| \| \| 哈里森 \| 哈里森 \| \| 79.59% \| 79.59% \| \| 范布伦 \| 范布伦 \| \| 20.41% \| 20.41% \| |        |  |        |        |
| 选举人票 |        |  |        |        |
| |        |  |        |        |
| 哈里森 | 哈里森 |  | 79.59% | 79.59% |
| 范布伦 | 范布伦 |  | 20.41% | 20.41% |

### 脚注
1. 1 2 3 4 5 6 7  Gutzman 2000
2. 1 2  Shafer 2016，第26–27頁.
3. ↑  Rabin 2017.
4. ↑  Shafer 2016，第28頁.
5. ↑  Gunderson 1957，第112頁.
6. ↑  Shafer 2016，第27–29頁.
7. ↑  Shafer 2016，第28–31頁.
8. ↑  Shafer 2016，第29–31頁.
9. ↑  Shafer 2016，第31–35頁.
10. ↑  Shafer 2016，第31–34頁.
11. ↑  Gasaway 1999，第82–83頁.
12. 1 2  Holt 1999，第41頁.
13. ↑  Collins 2012，962–1019.
14. ↑  Holt 1999，第41–43頁.
15. ↑  Collins 2012，1030–1050.
16. ↑  Holt 1999，第45頁.
17. ↑  Holt 1999，第90–91頁.
18. ↑  Collins 2012，984–988, 1073, 1150–1184.
19. ↑  Gunderson 1957，第48–49頁.
20. ↑  Holt 1999，第90–91, 101頁.
21. ↑  Holt 1999，第91–95頁.
22. ↑  Gunderson 1957，第57頁.
23. ↑  Gunderson 1957，第49頁.
24. ↑  Gunderson 1957，第58–61頁.
25. ↑  Holt 1999，第104頁.
26. ↑  Shafer 2016，第7–9頁.
27. 1 2  Gunderson 1957，第64頁.
28. ↑  Holt 1999，第104, 137頁.
29. ↑  Shafer 2016，第7–8頁.
30. ↑  Gunderson 1957，第65–75頁.
31. 1 2  Gunderson 1957，第74頁.
32. 1 2  Shafer 2016，第12–13頁.
33. ↑  Gasaway 1999，第104–105頁.
34. ↑  Gunderson 1957，第75–76頁.
35. ↑  Gasaway 1999，第105–106頁.
36. ↑  Gunderson 1957，第98–99頁.
37. ↑  Gunderson 1957，第99–101頁.
38. ↑  Shafer 2016，第19–23頁.
39. ↑  Shafer 2016，第15–16頁.
40. ↑  Shafer 2016，第23–24頁.
41. 1 2  Collins 2012，1427–1438.
42. ↑  Shafer 2016，第164–168頁.
43. ↑  Gunderson 1957，第160頁.
44. ↑  Shafer 2016，第84頁.
45. ↑  Gunderson 1957，第105–107頁.
46. ↑  Boller 1984，第69頁.
47. ↑  Gunderson 1957，第105頁.
48. ↑  Shafer 2016，第60頁.
49. ↑  Gasaway 1999，第85–87頁.
50. ↑  Holt 1999，第106–107頁.
51. ↑  Gunderson 1957，第1–6, 79–84頁.
52. ↑  Shafer 2016，第77, 82頁.
53. ↑  Shafer 2016，第80頁.
54. ↑  Collins 2012，1286–1291.
55. ↑  Collins 2012，1500.
56. ↑  Gasaway 1999，第274–275頁.
57. ↑  Shafer 2016，第133–136頁.
58. ↑  Holt 1999，第110頁.
59. ↑  Shafer 2016，第141–142頁.
60. ↑  Gasaway 1999，第145, 300–302頁.
61. ↑  Holt 1999，第107頁.
62. ↑  Shafer 2016，第148頁.
63. ↑  Collins 2012，1442–1447.
64. ↑  Shafer 2016，第63頁.
65. ↑  Collins 2012，1442–1482.
66. ↑  Shafer 2016，第149–153頁.
67. ↑  Shafer 2016，第156–161頁.
68. ↑  Gunderson 1957，第158頁.
69. ↑  Gunderson 1957，第158–159頁.
70. ↑  Gasaway 1999，第303頁.
71. 1 2  Gasaway 1999，第304頁.
72. ↑  Shafer 2016，第162頁.
73. 1 2  Gunderson 1957，第253頁.
74. ↑  Holt 1999，第112頁.
75. ↑  Shafer 2016，第181–182頁.
76. ↑  Shafer 2016，第182頁.
77. ↑  Shafer 2016，第182–185頁.
78. ↑  Gunderson 1957，第253–255頁.
79. ↑  Gunderson 1957，第254–257頁.
80. ↑  Gunderson 1957，第259頁.
81. ↑  Collins 2012，1554.
82. ↑  Collins 2012，1554–1559.
83. ↑  Gunderson 1957，第261–265頁.
84. ↑  Shafer 2016，第202頁.
85. ↑  Shafer 2016，第204–208頁.
86. ↑  Holt 1999，第127–137頁.
87. ↑  Shafer 2016，第vii頁.
88. ↑  Gunderson 1957，第8頁.
89. ↑  Collins 2012，1442.
90. ↑  Lepore 2008.
91. ↑  Collins 2012，1545.
92. 1 2  Holt 1999，第119頁.
93. ↑  Shafer 2016，第vii–viii頁.
94. ↑  Gasaway 1999，第ii–iii頁.
95. ↑  Gasaway 1999，第317–318頁.
96. ↑  Shafer 2016，第236–237頁.
97. ↑  Leip 2000.
98. ↑  Leip 2005.